# Ofanto
Ofanto – rzeka w południowych Włoszech, w regionach Kampania (prowincja Avellino), Basilicata (prowincja Potenza) i Apulia (prowincje Foggia i Barletta-Andria-Trani), dopływ Morza Adriatyckiego.
Źródło rzeki znajduje się w pobliżu miejscowości Torella dei Lombardi, na wysokości 715 m n.p.m. W przeważającej części swego biegu rzeka płynie w kierunku północno-wschodnim. Uchodzi do Adriatyku pomiędzy miejscowościami Barletta a Margherita di Savoia.
Długość rzeki wynosi 134 km, a powierzchnia jej dorzecza 2730 lub 2764 km².